# Squeeze

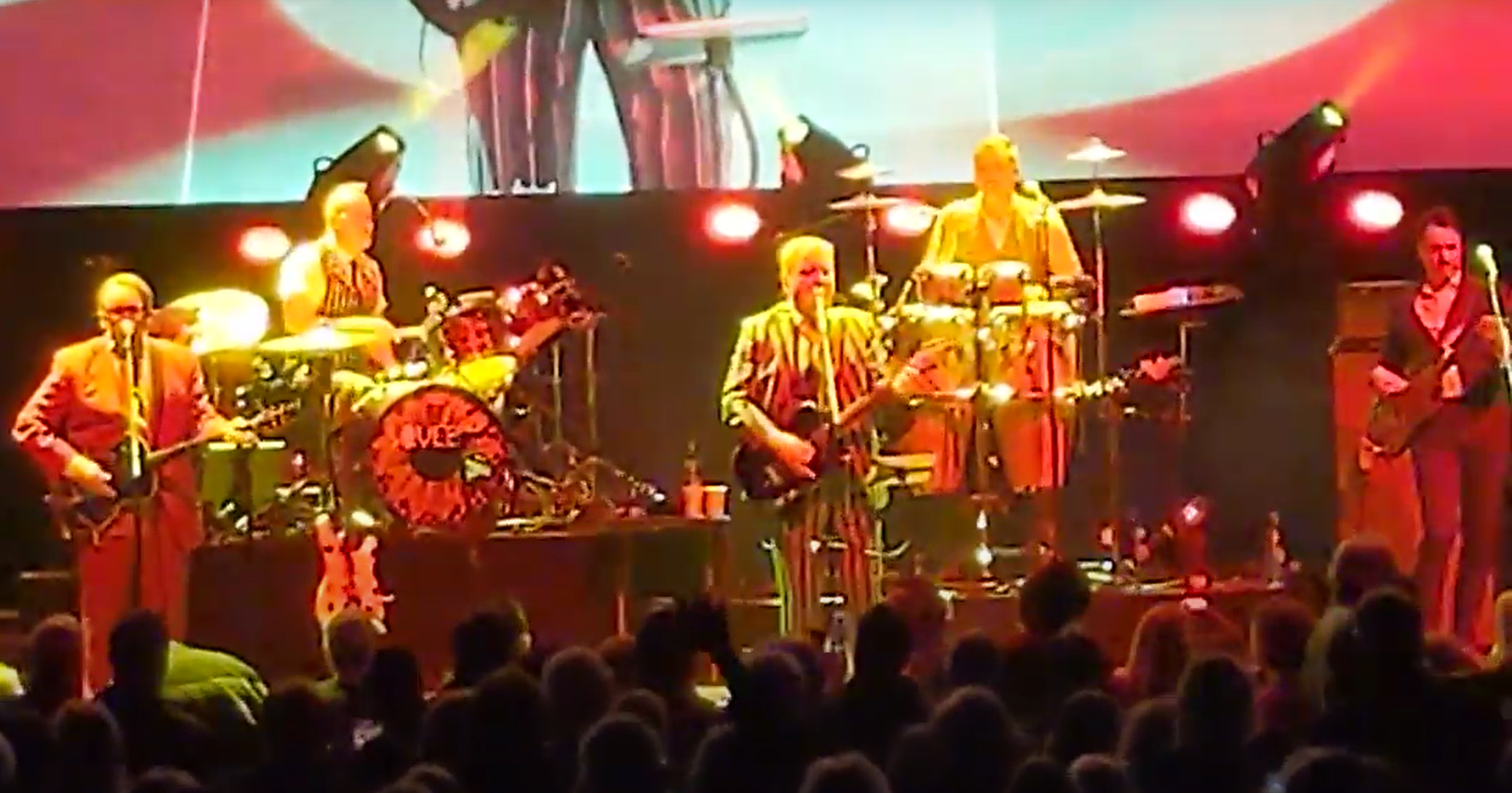
Squeeze (2020)

Squeeze — англійський рок-гурт утворений 1974 року в Лондоні. До першого складу гурту ввійшли: Гленн Тіллбрук (Glenn Tillbrook; 31.08.1957, Лондон, Велика Британія) — вокал, гітара; Кріс Діффорд (Chris Fifford; 4.11.1954, Лондон, Велика Британія) — гітара, вокал; Джуліан «Джулс» Холленд (Julian «Jools» Holland; 24.01.1958) — клавішні; Херрі Кейкуоллі (Harry Kakuolli) — бас та Пол Ганн (Paul Gunn) — ударні.
Для назви свого гурту музиканти використали назву виданого 1973 року тільки у Європі альбому The Velvet Underground «Squeeze». 1976 року Пола Ганна змінив Гілсон Лейвіс (Gilson Lavis; 27.06.1951, Бедфорд, Велика Британія), а наступного року Squeeze дебютували ЕР «Packet Of Three», записану під керівництвом Джона Кейла для незалежної фірми
«Deptford Fun City». Вибір продюсера, а також власні композиції Діффорда та Тілбрука підкреслили зачарування групою міським життям. Записаний для солідної фірми «А & М» сингл «Take Me I'm Yours» 1978 року потрапив до британського Тор 20. Меншою популярністю користувались чергові сингли «Bang Bang» та «Goodbye Girl», проте 1979 рік приніс гурту два спраді великих хіти: «Cool For Cats» та «Up The Junction». У своїх текстах Діффорд вдало описував реалії південного Лондона, як міцним словом, так і трагікомічно. Незабаром разом з Тіллбруком (головним композитором Squeeze) вони здобули репутацію наступників Маккартні та Леннона.
Наприкінці 1979 року Кейкуоллі залишив Squeeze і на його місце прийшов Джон Бентлі (John Bentley; 16.04.1951). З новим басистом гурт записав 1980 року альбом «Argy Bargy», на якому надала перевагу індивідуальним творчим пошукам, а не своєму захопленню панком. В результаті Діффорда почали вважати спадкоємцем лідера The Kinks Рея Дейвіса. Взагалі, цей лонгплей, з якого походив черговий хіт-сингл «Another Naifln My Heart» досі вважається найкращим у доробку Squeeze.
Того ж 1980 року Холланд вирішив залишити своїх колег, сконцентрувавшись на сольній діяльності та виступах і записах з власним гуртом Jools Holland & The Millionaires. На його місце було заангажовано вокаліста й піаніста з паб-рокової формації Асе Пола Керрека (Paul Carrack; 22.04.1951, Шефілд, Велика Британія). Новим складом Squeeze запропонували альбом «East Side Story», записаний у співпраці з Елвісом Костелло. Платівка здобула найбільший комерційний успіх, у чому немала заслуга Пола Керрека. Проте, після появи цього лонгплея Керрек перейшов до формації Карлен Картер, а інші учасники Squeeze підшукали собі екс-Vibrators та Sinceros Дона Сноу (Don Snow; 13.01.1957, Кенія).
Черговий лонгплей «Sweets From A Stranger» виявився стилістично нерівним, а незабаром майже на вершині своєї популярності Діффорд і Тулбрук несподівано вирішили розпустити Squeeze, що і трапилось восени 1982 року. Однак незважаючи на припинення діяльності Squeeze, Діффорд та Тілбук продовжили діяльність як авторська спілка, а 1984 року записали у дуеті альбом Difford & Tilbrook".
У січні 1985 року Squeeze було реанімовано у такому складі: Тіллбрук, Діффорд, Холленд, Лейвіс та новий басист Кейт Вілкінсон (Keith Wilkinson). Запропонований альбом «Cosi Fan Tutti Frutti» було зустрінуто як повернення до найкращої форми. Хоча ця платівка й не принесла хіт-синглів, твори «King George Street», «І Learn How To Pray» та «Hearbreaking World» пройшли випробування часом. 1987 року сингли «Hourglass» та «853-5937» після тривалої перерви повернули гурт до американського та британського чарту синглів. Для запису лонгплея «Babylon & On» було спеціально запрошено колишнього клавішника Soft Boy Енді Меткелфа (Andy Metcalfe).
1990 року Холленд знову вирішив повернутись до сольної діяльності, а також до роботи на телебаченні (після першого розлучення з Squeeze він вже здобув популярність як ведучий програми «The Tube») Того ж року разом з новим клавішником Меттом Ірвінгом (Mett Irving) гурт записав концертний альбом «A Round & A Bout» для своєї старої фірми «Deptford Fun City», після чого уклав угоду з «Warner Brothers». Проте на новій фірмі Squeeze записали єдиний альбом «Play», який підтвердив композиторський талант Діффорда й Тілбрука, одних з найцікавіших авторів останніх десятиріч, після чого знову повернулись до «A & M». У складі: Діффорд, Тілбрук, Вілкінсон, Керректа Піттомас (Pete Thomas) — ударні, гурт запропонувала 1993 року альбом «Some Fantastic Place», а 1995-го -«Ridiculous».

## Дискографія
- 1978: Squeeze
- 1979: Cool For Cats
- 1980: Argybargy
- 1981: East Side Story
- 1981: Six Squeeze Songs Crammed Onto One ten Inch Record (10" mini-LP)
- 1982: Sweets From Stranger
- 1982: The Singles — 45' & Under
- 1985: Cosi Fan Tutti Frutti
- 1987: Babylon & On
- 1989: Frank
- 1990: A Round & A Bout (Live 1974—1989)
- 1991: Play 1992: Greatest Hits
- 1993: Some Fantastic Place
- 1995: Ridiculous
- 1996: Piccadilly Collection
- 1996: Excess Moderation

### Difford & Tillbrook
- 1984: Difford & Tillbrook

### Jools Holland & His Millionaires
- 1981: Jools Holland & His Millionaires
- 1984: Rock'a'Boogie Billy
- 1990: World Of His Own
- 1991: Full Complement (як Jools Holland)
- 1992: A-Z Of Piano (як Jools Holland)
- 1995: Live Performance (як Jools Holland)
- 1996: Sex & Jazz & Rock & Roll 1997: Lift The Lid.

### Harry Kakoulli
- 1981: Even When I'm Not.

### Paul Carrack
- 1980: Nightbird
- 1982: Suburban Voodoo
- 1987: One Good Reason
- 1988: Ace Mechanic
- 1988: The Carrack Collection
- 1989: Groove Approved
- 1991: Carracter Reference
- 1994: Collection — Twenty One Good Reasons
- 1996: Blue Views
- 1997: Beautiful World